# Obila floccosaria
Obila floccosaria är en fjärilsart som beskrevs av Walker 1866. Obila floccosaria ingår i släktet Obila och familjen mätare. Inga underarter finns listade i Catalogue of Life.